# Дзета² Скорпиона
Дзета2 Скорпиона (ζ2 Scorpii, ζ2 Sco) — звезда спектрального класса K  в южном зодиакальном созвездии Скорпиона. Обладает видимой звёздной величиной от 3,59 до 3,65.

## Расположение

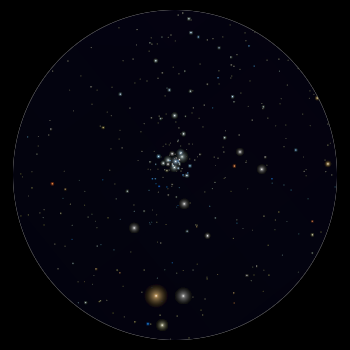
ζ^{2} Скорпиона рядом с ζ^{1} Скорпиона к югу от NGC 6231

Данная звезда располагается на небе рядом с бело-голубым сверхгигантом ζ1 Скорпиона; при этом   ζ2 находится гораздо ближе к Солнцу, чем ζ1. ζ1 находится на расстоянии около 5700 световых лет от Солнца и, вероятно, является удалённым компонентом рассеянного скопления NGC 6231 (также известного как "Северная шкатулка с драгоценностями"), в то время как ζ2 находится на расстоянии около 132 лет от Солнца, а её светимость существенно меньше, чем у ζ1. ζ2 также можно отличить от  ζ1 по оранжевому цвету, особенно хорошо различимому при фотографировании с длительной экспозицией.